# Минчо Панков
Минчо Борисов Панков е български политик от БКП.

## Биография
Роден е на 22 декември 1929 г. в Ловеч. През 1956 г. завършва електроинженерство във ВМЕИ в София. Известно време работи като проектант в Енергохидропроект. Бил е механик и главен енергетик в Държавното минно предприятие „Панагюрски мини“. От 1959 г. е член на БКП. През 1966 година става главен специалист в отдел „Местна промишленост“ към Окръжния народен съвет в София. От 1967 до 1973 г. е заместник-председател на Изпълнителния комитет на Окръжния народен съвет. Завежда отдел в Окръжния комитет на БКП. През 1974 – 1975 е секретар на ОК на БКП по промишлено-стопанските въпроси. Между 1975 и 1979 г. председател на ИК на Окръжния народен съвет в София. От 1979 до 1981 г. е първи заместник-председател на централния съвет на НАПС с ранг на министър. Кандидат-член е на ЦК на БКП от 1981 до 1986. От 1981 г. е член на бюрото на ОК на БКП и председател на Изпълнителния комитет на Окръжния народен съвет.